# 第一青函丸
第一青函丸（だいいちせいかんまる）は、鉄道省青函航路の鉄道連絡船。青函航路初となる鉄道車両航送専用の自航式車両渡船であった。
青函丸の名称を持つ車両渡船の第1船で、第二青函丸は準同型船である。
第一青函丸のマイナーチェンジ改良型が第二青函丸。
全面的モデルチェンジが第三青函丸。
これのマイナーチェンジ改良型が第四青函丸で、これが戦前の青函航路の車両渡船の完成型であった。
これを徹底的に簡易化したのが第五～十二青函丸で、W型戦時標準船であった。

## 車両渡船建造の経緯
1914年（大正3年）7月の第一次世界大戦 勃発は、その後の大戦景気と、世界的な船腹不足による海運貨物の鉄道への転移をもたらし、従前より貨物輸送力の逼迫していた青函航路は、1918年（大正7年）以降、両港に滞貨の山を築く混乱状態に陥った。このため、当時の鉄道院運輸局船舶課は、輸送力の抜本的増強を目指し、本航路への車両航送導入を図り、1924年（大正13年）末までに 翔鳳丸型車載客船4隻を建造就航させた。当初は、これに引き続き、旅客設備のない車両渡船 1隻の建造を1923年 （大正12年）中に着手する予定であったが、同年 9月1日の関東大震災発生により遅れ、 1925年（大正14年）12月9日横浜船渠にて起工し、 1926年（大正15年）11月30日竣工した。これが第一青函丸であった。

## 概要
1926年（大正15年）11月30日の竣工後、12月12日より青函航路に就航した。通常の旅客扱いは行われなかったが、当時家畜輸送は貨物列車で行われていたため、その付添人用の客室が備えられていた。
震災復旧のため、船価の節減が求められた結果、航海速力は翔鳳丸型より遅い11ノットとなり、青森 - 函館間を6時間も要し、1日1往復半しかできなかった。

### 船体構造
全長は翔鳳丸型より約2m長い111.56mであった。岸壁や可動橋などの水陸連絡設備は翔鳳丸型と共用のため、車両甲板の船尾形状は同一で、船尾端の軌道も3線であったが、中央の軌道を船尾近くで分岐させ、車両甲板の大部分で4線となるよう船内軌道が敷設された。左舷から順に船1番線～船4番線と付番され、船1番線（軌道有効長93m）にはワム型貨車換算12両、船2番線（同93m）には同12両、船3番線（同56m）には同7両、船4番線（同93m）には同12両の合計43両と、翔鳳丸型の25両を大幅に上回る車両数積載が可能となった。この軌道配置により船内軌道に初めて分岐器が用いられ、枕木は分岐器付近のみ横枕木を、その他区間は翔鳳丸・飛鸞丸同様、高さ約20cm幅約25cm縦枕木が使用された。
車両甲板の軌道が4線に増えたうえ、これら全線が船首まで伸びたため、船体中心線付近にボイラー煙路を通す場所が確保できず、両舷側のわずかな余裕部分に振り分けて通した。このため、左右並びの2本煙突となり、このスタイルは煙突の数こそ2、3、4本と異なるものの、以後の青函、宇高の蒸気タービンの車両渡船・車載客船に踏襲された。なおこの配置になったため翔鳳丸型のようにヒーリングタンクをボイラー室舷側に置くことができなくなった。
車両甲板は船首端近くまで幅が広く、4本の軌道の終点位置は船首楼直後で横並びであった。この船首楼は車両甲板からの高さが通常の甲板室1層分の2.6m程度しかなく、車両甲板の舷側も高さ1.8mの波よけ囲いである舷墻（げんしょう　ブルワーク）が設置されただけで、いずれも積載車両の屋根よりも低く、車両甲板上の大部分に屋根もない、という状態であった。このため、荒天時には波浪や飛沫で積載車両を損傷することも度々あり、降雪時には車両の緊締作業にも難渋をきたした。この露天の車両甲板の排水のため、両舷煙路の前方に各舷3ヵ所ずつ、後方に各舷4ヵ所ずつ914mm×610mmの放水口が設置された。船首楼内には普通船員用の厨房やトイレ・洗面所が設けられ、その下、車両甲板下第1船艙の第二甲板には普通船員居室が設けられた。
船体中央部の、前後約33mの部分には車両甲板全幅4線分を跨ぐ船橋楼が設けられ、遊歩甲板と称し、無線室、高級船員居室とその食堂、厨房、3等客室相当の馬匹付添人室などの入る甲板室が設置された。この甲板室の屋上にあたる船橋甲板の前端には船体全幅におよぶ操舵室が設けられたが、この高さは翔鳳丸型の操舵室より1層分低い位置であった。遊歩甲板室の側面は舷側まで達しておらず、この遊歩甲板両舷の露天部分に各舷1本ずつの煙突が立ち、その後方に救命艇が1隻ずつ懸架され、さらに右舷のみ煙突前に伝馬船1隻が懸架されていた。船尾にも車両甲板を跨ぐ船尾楼が設けられ、ここにヒーリング装置を遠隔操作する後部船橋が設置されたが、本船には船首舵は装備されなかったため、操舵輪はなかった。なおヒーリングタンクがボイラー室の1区画前の第2船艙両舷に設置されたため、ヒーリングポンプのある機械室まで2区画、太いパイプを引きまわすことになった。遊歩甲板と後部船橋のある船尾楼甲板間には車両甲板両舷の舷墻（ブルワーク）上に通路が設けられ、車両甲板まで下りずに交通できた。
主機械にはスイスのブラウンボベリ社製2段減速歯車付パーソンズ式反衝動併用タービンが2台搭載された。このタービンは翔鳳丸型の高低圧2筒式とは異なり、単筒式であった。就航間もない1927年（昭和2年）2月には左舷タービン、同年5月には右舷タービンが故障を起こし、その後も休航を伴うタービン故障が頻発した。このため後年、三菱造船 長崎造船所で、タービンのみやはり単筒式の三菱ツェリー式衝動タービンに換装したが、ブラウンボベリ社製減速歯車は引き続き使用された。施工時期については史料により1931年（昭和6年）8月から1934年3月までと幅がある。ボイラーは池田式水管缶2缶で、煙路が両舷側に来るよう横向きに設置されたため、2缶の焚口が互いに向き合い、機関員は両側から熱せられて暑く、投炭作業にも支障をきすほどの劣悪な労働環境であった。
なお、船内電源は翔鳳丸型同様直流100Vであったが、発電機の原動機に、青函連絡船としては初めて蒸気タービンが採用された。
船底はタービンのある機械室のみ二重底で、あとは単底であった。また、車両甲板より上に前後方向に全通した構造物がないため、全長111m以上ある船体に対し、船底から車両甲板までわずか6m余りしかなく、この形では船体外板と車両甲板の強度だけでは船体の縦強度を十分確保できないため、車両甲板下錨鎖庫後壁隔壁から普通船員居住区（第1船艙）の船体中心線上に鉄橋のようなトラスを1列設置し、その後ろに続く第2船艙、ボイラー室、機械室、車軸室の各水密区画ではトラスを2列に、その後ろ、倉庫区画、船尾深水タンク区画では再び1列設置し、船尾タンク前側隔壁で終了する形で船体を補強した。しかしトラス設置は船内での艤装や作業で邪魔になった

### 運航
片道6時間運航による1日1往復半の運航は可能ではあったが、隔日ごとの運航ダイヤ逆転による貨車航送能力の波動発生回避もあり、車両渡船が本船1隻の間は、1日1往復の運航に留まっていた。同性能の第二青函丸就航後、1930年（昭和5年）10月から、これら2船で3往復運航のダイヤが組まれたが、不況のためほどなく減便となった。その後、タービンを換装し、また貨物輸送需要の回復もあって、1934年（昭和9年）12月から2船3往復運航を再開し、航路全体では9往復運航となった。
青函航路の貨物輸送量は1936年（昭和11年）以降急激に増加し、1937年（昭和12年）秋には翔鳳丸型の運航を増やし最大10往復運航が行われたが、運航便数増加により、4時間30分運航の翔鳳丸型が6時間運航の第一青函丸・第二青函丸を航海中に追い越すダイヤを組まざるを得なくなり、種々の不便が生じた。また貨物輸送量急増対策として建造された車両渡船 第三青函丸は4時間30分運航船で、1939年（昭和14年）11月就航したが、以後の新造船はこれ以上のダイヤ複雑化を避けるため、4時間30分運航船とされた。12往復の1940年（昭和15年）10月ダイヤでは、上下各1回ずつの追い越しが発生し、第六青函丸まで就航した、18往復の1944年（昭和19年）4月ダイヤでは、上下3回ずつの追い越しが発生していた。

### 四国航路への転用計画
1937年（昭和12年）頃から、宇高航路の増大した客貨輸送量に対し、同航路以外での本州 - 四国間連絡航路開設の要望が台頭していた。そのうえ宇高航路では戦争のため大型車載客船導入計画が中止されたが、抜本的対策は採られなかった。
このような状況下で、貨車航送の第2航路として、小松島と和歌山または大阪北港を結ぶ構想があり、上記のように、速力の点で青函航路のダイヤに適さなくなった第一青函丸・第二青函丸を転用しようという計画であったが、実現せず、両船は1945年（昭和20年）7月15日の沈没まで、増加し続ける青函航路の貨車航送の一翼を担い続けた。

## 沿革
- 1926年（大正15年）12月12日  - 就航
- 1927年（昭和2年）2月 - 左舷タービン反動翼2枚折損[15]
  - 5月19日 - 右舷機破損で７時間運航[15]
  - 10月3日 - 休航して修理[15]
- 1931年（昭和6年）から1934年（昭和9年） - 三菱ツェリー式2段減速歯車付衝動タービンに換装（三菱長崎）[注釈 8]
- 1935年（昭和10年）1月13日 - 金芳丸（28トン）と大島沖で衝突し、沈没させた[38]。
- 1944年（昭和19年）7月29日 - 左舷タービン故障[39]
- 1945年（昭和20年）7月14日 – 遅れ51便として1時間40分遅れの2時10分、青森を出航[40][41]、函館へ向け航行中の5時10分、空襲警報を受け、直ちに三厩湾に避難し攻撃を免れた。12時30分航行再開したが14時15分再度の空襲警報で三厩湾に戻り錨泊[40]
  - 7月15日 – 午前中は雲に視界が遮られていたが、10時20分頃から次第に晴れてきた。13時30分頃からアメリカ海軍第38任務部隊の艦載機による空襲を受け、船体中央部の左舷、右舷、中央部に命中弾ならびに至近弾数十発を受け、船体は左舷に傾斜し、14時40分三厩港入口灯台の東約1km付近で船橋を海面に残して沈没した。乗組員76名は全員脱出できた[40][42]。なお敵機1機撃墜1機撃破とされたが[43][44]、アメリカ側史料等にはそのような記録はない[45]。